# Division II i fotboll 1981
Division II i fotboll 1981 var 1981 års säsong av Division II som bestod av 2 serier med 12 lag i varje serie. Det var då Sveriges näst högsta division. Varje serievinnare och serietvåa kvalade för att ta klivet upp till Allsvenskan och de två sämst placerade lagen kvalade för att stanna kvar. Det gavs 2 poäng för vinst, 1 poäng för oavgjort och 0 poäng för förlust.

## Serier

### Norra
| Nr | Lag               | S  | V  | O  | F  | GM | IM | MS  | P  |
| -- | ----------------- | -- | -- | -- | -- | -- | -- | --- | -- |
| 1  | IFK Eskilstuna    | 26 | 13 | 9  | 4  | 44 | 27 | +17 | 35 |
| 2  | Örebro SK         | 26 | 11 | 8  | 7  | 50 | 32 | +18 | 30 |
| 3  | Vasalunds IF      | 26 | 10 | 10 | 6  | 47 | 40 | +7  | 30 |
| 4  | Flens IF (U)      | 26 | 12 | 6  | 8  | 43 | 41 | +2  | 30 |
| 5  | Västerås SK       | 26 | 10 | 10 | 6  | 37 | 36 | +1  | 30 |
| 6  | Sandvikens IF     | 26 | 10 | 9  | 7  | 38 | 24 | +14 | 29 |
| 7  | Karlstads BK      | 26 | 10 | 8  | 8  | 35 | 28 | +7  | 28 |
| 8  | Ope IF (U)        | 26 | 10 | 8  | 8  | 35 | 41 | −6  | 28 |
| 9  | Gefle IF/Brynäs   | 26 | 10 | 7  | 9  | 40 | 41 | −1  | 27 |
| 10 | IFK Västerås      | 26 | 7  | 11 | 8  | 31 | 28 | +3  | 25 |
| 11 | Degerfors IF      | 26 | 7  | 8  | 11 | 39 | 41 | −2  | 22 |
| 12 | Karlslunds IF (U) | 26 | 5  | 8  | 13 | 33 | 48 | −15 | 18 |
| 13 | Spånga IS (U)     | 26 | 6  | 5  | 15 | 29 | 55 | −26 | 17 |
| 14 | GIF Sundsvall     | 26 | 2  | 9  | 15 | 21 | 47 | −26 | 13 |

### Södra
| Nr | Lag                    | S  | V  | O  | F  | GM | IM | MS  | P  |
| -- | ---------------------- | -- | -- | -- | -- | -- | -- | --- | -- |
| 1  | BK Häcken              | 26 | 14 | 9  | 3  | 44 | 28 | +16 | 37 |
| 2  | IS Halmia              | 26 | 11 | 9  | 6  | 44 | 30 | +14 | 31 |
| 3  | Trelleborgs FF (U)     | 26 | 12 | 5  | 9  | 41 | 30 | +11 | 29 |
| 4  | Karlskrona AIF         | 26 | 9  | 11 | 6  | 35 | 28 | +7  | 29 |
| 5  | Mjällby AIF (N)        | 26 | 10 | 8  | 8  | 34 | 31 | +3  | 28 |
| 6  | Landskrona BoIS (N)    | 26 | 10 | 7  | 9  | 30 | 26 | +4  | 27 |
| 7  | Västra Frölunda IF (U) | 26 | 8  | 11 | 7  | 29 | 28 | +1  | 27 |
| 8  | Helsingborgs IF        | 26 | 9  | 9  | 8  | 32 | 33 | −1  | 27 |
| 9  | IK Sleipner            | 26 | 9  | 8  | 9  | 32 | 41 | −9  | 26 |
| 10 | IFK Malmö              | 26 | 8  | 8  | 10 | 39 | 45 | −6  | 24 |
| 11 | Jönköping Södra IF     | 26 | 7  | 9  | 10 | 18 | 37 | −19 | 23 |
| 12 | IFK Hässleholm         | 26 | 6  | 10 | 10 | 30 | 43 | −13 | 22 |
| 13 | Grimsås IF             | 26 | 6  | 6  | 14 | 29 | 42 | −13 | 18 |
| 14 | Gais                   | 26 | 3  | 10 | 13 | 22 | 38 | −16 | 16 |

## Kval

### Uppflyttningskval
IF Elfsborg och Kalmar FF till Fotbollsallsvenskan 1982.
| Division II | Allsvenskan | Resultat |
| ----------- | ----------- | -------- |
| BK Häcken   | IF Elfsborg | 0–1      |
| BK Häcken   | IF Elfsborg | 1–1      |

|           |             | Slutställning                     |
| --------- | ----------- | --------------------------------- |
| BK Häcken | IF Elfsborg | 1-2, IF Elfsborg till Allsvenskan |

| Allsvenskan | Division II    | Resultat |
| ----------- | -------------- | -------- |
| Kalmar FF   | IFK Eskilstuna | 2–0      |
| Kalmar FF   | IFK Eskilstuna | 2–2      |

|           |                | Slutställning                   |
| --------- | -------------- | ------------------------------- |
| Kalmar FF | IFK Eskilstuna | 4–2, Kalmar FF till Allsvenskan |

### Nerflyttningskval
Myresjö IF, IFK Västerås, IK Oddevold och IFK Malmö  till Division II i fotboll 1982.
Omgång 1
| Division III  | Division II S | Resultat |
| ------------- | ------------- | -------- |
| IFK Östersund | IFK Malmö     | 2-2      |
| IFK Östersund | IFK Malmö     | 1-1      |

|               |           | Slutställning                           |
| ------------- | --------- | --------------------------------------- |
| IFK Östersund | IFK Malmö | 3-3, IFK Malmö vidare på fler borta mål |

| Division III | Division III | Resultat |
| ------------ | ------------ | -------- |
| Norrby IF    | Myresjö IF   | 1–1      |
| Norrby IF    | Myresjö IF   | 0–0      |

|           |            | Slutställning                           |
| --------- | ---------- | --------------------------------------- |
| Norrby IF | Myresjö IF | 1–1, Myresjö IF vidare på fler bortamål |

| Division III | Division III | Resultat |
| ------------ | ------------ | -------- |
| IK Oddevold  | Järla IF     | 2–0      |
| IK Oddevold  | Järla IF     | 1–1      |

|             |          | Slutställning           |
| ----------- | -------- | ----------------------- |
| IK Oddevold | Järla IF | 3–1, IK Oddevold vidare |

| Division II S       | Division III   | Resultat |
| ------------------- | -------------- | -------- |
| Jönköpings Södra IF | Gammelstads IF | 2–2      |
| Jönköpings Södra IF | Gammelstads IF | 3-1      |

|                     |                | Slutställning                  |
| ------------------- | -------------- | ------------------------------ |
| Jönköpings Södra IF | Gammelstads IF | 5–3, Jönköping Södra IF vidare |

| Division III | Division II N | Resultat |
| ------------ | ------------- | -------- |
| Lunds BK     | Degerfors IF  | 3–0      |
| Lunds BK     | Degerfors IF  | 0-1      |

|          |              | Slutställning        |
| -------- | ------------ | -------------------- |
| Lunds BK | Degerfors IF | 3–1, Lunds BK vidare |

| Division III | Division II N | Resultat |
| ------------ | ------------- | -------- |
| IFK Västerås | Kalmar AIK    | 2–0      |
| IFK Västerås | Kalmar AIK    | 1–0      |

|              |            | Slutställning            |
| ------------ | ---------- | ------------------------ |
| IFK Västerås | Kalmar AIK | 3–0, IFK Västerås vidare |

| Division III  | Division III | Resultat |
| ------------- | ------------ | -------- |
| Varbergs BoIS | BK Forward   | 0–1      |
| Varbergs BoIS | BK Forward   | 1–1      |

|               |            | Slutställning          |
| ------------- | ---------- | ---------------------- |
| Varbergs BoIS | BK Forward | 1–2, BK Forward vidare |

| Division III    | Division III      | Resultat |
| --------------- | ----------------- | -------- |
| Hudiksvalls ABK | IF Brommapojkarna | 1–1      |
| Hudiksvalls ABK | IF Brommapojkarna | 3–2      |

|                 |                   | Slutställning               |
| --------------- | ----------------- | --------------------------- |
| Hudiksvalls ABK | IF Brommapojkarna | 4–3, Hudiksvalls ABK vidare |

Omgång 2
| Division III | Division III | Resultat |
| ------------ | ------------ | -------- |
| Myresjö IF   | BK Forward   | 0–0      |
| Myresjö IF   | BK Forward   | 4–2      |

|            |            | Slutställning                    |
| ---------- | ---------- | -------------------------------- |
| Myresjö IF | BK Forward | 4–2, Myresjö IF till Division II |

| Division II  | Division III    | Resultat |
| ------------ | --------------- | -------- |
| IFK Västerås | Hudiksvalls ABK | 3–2      |
| IFK Västerås | Hudiksvalls ABK | 1–1      |

|              |                 | Slutställning                      |
| ------------ | --------------- | ---------------------------------- |
| IFK Västerås | Hudiksvalls ABK | 4–3, IFK Västerås till Division II |

| Division III | Division III | Resultat |
| ------------ | ------------ | -------- |
| IK Oddevold  | Lunds BK     | 1–0      |
| IK Oddevold  | Lunds BK     | 0–0      |

|             |          | Slutställning                     |
| ----------- | -------- | --------------------------------- |
| IK Oddevold | Lunds BK | 1–0, IK Oddevold till Division II |

| Division II | Division II         | Resultat |
| ----------- | ------------------- | -------- |
| IFK Malmö   | Jönköpings Södra IF | 1–0      |
| IFK Malmö   | Jönköpings Södra IF | 0–0      |

|           |                     | Slutställning                   |
| --------- | ------------------- | ------------------------------- |
| IFK Malmö | Jönköpings Södra IF | 1–0, IFK Malmö till Division II |